# Iowa Corn 350
L'Iowa Corn 350 est une compétition automobile organisée par la NASCAR et comptant pour le championnat des NASCAR Cup Series 2024.
La course se déroule sur le Iowa Speedway de Sears Point à Newton dans l'Iowa.
Sa longueur actuelle est de 306,25 milles (492,9 km).
Il s'agit de la première course de Cup Series organisée sur ce circuit et la deuxième dans l'Iowa,.
Ryan Blaney en est le dernier vainqueur.

## Histoire
Avant 2024, de précédentes courses de NASCAR ont eu lieu jusqu'à la saison 2019,, à partir de 2009 pour la Camping World Truck Series et 2011 pour l'Xfinity Series. Annulées en 2020 à la suite de la pandémie de Covid-19, elles ne sont plus organisées sur le circuit par la suite. Néanmoins, une course d'Xfinity y a été reprogrammée 2024  
Il n'était pas prévu d'accueillir la Cup Series sur la piste, en raison du manque de place dans le calendrier. Néanmoins, à la suite d'un changement de direction au niveau du circuit en 2018, des plans d'expansion sont élaborés afin d'intégrer la piste au calendrier de la Cup Series.
L'Auto Club Speedway étant indisponible à la suite de rénovations, la course Pala Casino 400 de 2024 ne peut avoir lieu. La décision de courir sur l'Iowa Speedway est prise tardivement par la NASCAR, le déplacement de la course ayant un temps été envisagé à Montréal.

## Caractéristiques
- Course :
  - Longueur : 306,25 milles (492,862 km)
  - Nombre de tours : 350
    - Segment 1 : ? tours
    - Segment 2 : ? tours
    - Segment 3 : ? tours

- Piste :
  - Type : ovale
  - Revêtement : asphalte
  - Longueur circuit : 0,875 milles (1,408 km)
  - Nombre de virages : 4

## Logo

Logo de 2024.

## Palmarès
| Année | Date         | N° | Pilote      | Écurie      | Châssis | Distance | Distance                   | Distance        | Distance                   | Résumé       | Note |
| ----- | ------------ | -- | ----------- | ----------- | ------- | -------- | -------------------------- | --------------- | -------------------------- | ------------ | ---- |
| Année | Date         | N° | Pilote      | Écurie      | Châssis | Tours    | Miles (km)                 | Durée           | Moyenne (mi/h)             | Résumé       | Note |
| 2024  | 16 juin 2024 | 12 | Ryan Blaney | Team Penske | Ford    | 350      | 306,25 milles (492,862 km) | 2 h 58 min 37 s | 102,874 milles (165,56 km) | Rapport (en) | -    |

### Pilotes vainqueurs
| Nb | Pilote      | Saison |
| -- | ----------- | ------ |
| 1  | Ryan Blaney | 2024   |

### Écuries gagnantes
| Nb. | Écurie      | Saison |
| --- | ----------- | ------ |
| 1   | Team Penske | 2024   |

### Manufacturiers vainqueurs
| Nb. | Manufacturier | Saison |
| --- | ------------- | ------ |
| 1   | Ford          | 2024   |